# Sankt Eriks kapell, Kumla

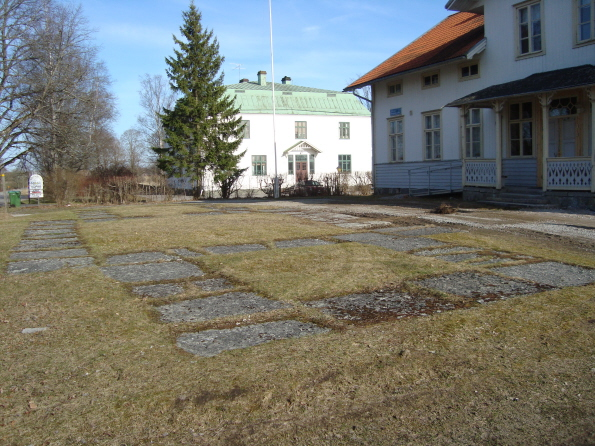
Stenmarkering av Sankt Eriks kapell i Hörsta, Kumla

Sankt Eriks kapell eller Hörsta kapell är en ruin efter en medeltida kyrka belägen i Hörsta nordväst om Kumla i Närke.
Kyrkoruinen undersöktes vid en arkeologisk utgrävning 1962 varvid dess planlösning kunde rekonstrueras och det konstaterades att kyrkan varit cirka 18 meter lång. Resterna av murarna daterades till andra hälften av 1100-talet.
Området är klassat som fornlämning av Riksantikvarieämbetet och därmed skyddat av kulturmiljölagen.

## Historik
Den första säkra skriftliga uppgift om kyrkan i Hörsta ingår i Kumla kyrkas senmedeltida räkenskapsbok för år 1517. 18 öre örtugor utbetalades till en nykonstruktion av kapellet. 
Carl Erik Kjellin, kyrkoherde i Kumla pastorat (1835-1844) uppgav att "för få år sedan ännu fanns lemningar efter" kyrkan vid Hörsta. I Vallersta fanns en stor källare byggd av kalksten från denna kyrka enligt kyroherde Kjellin. Även fornforskare Herman Hofberg instämde i detta påstående. År 1862 uppfördes det första skolhuset helt nära och söder om kyrkogrunden varvid en källare och vissa gravar demolerades. Ett större skolhus uppfördes vid stengrunden i början av 1870-talet.

## Arkeologisk utgrävning
År 1962 gjordes en utgrävning av fil. lic. Sune Zachrisson. Han fann att grundhällarna låg på en kullerstensbädd. Hällarna var av sandsten. Murarna var cirka 1,25 meter tjocka och kärnan var av murbruk med kullersten och stenskrot mellan skal av kalk- och sandsten. 
Kyrkan hade långhus, kor och västertorn som var ursprungliga, inga yttre sekundära förändringar hade skett. I långhuset har vid senare tillfälle murats två sidoaltare av tegel och öppningen till koret fått en tegeltröskel. Långhuset var nästan kvadratiskt och hade en enda ingång som var en meter bred. Tornrummets öppning bestod av två valvbågar med en pelare i mitten. Ingången till koret var en smal rundbågig öppning. Ett högaltare har varit uppmurat mot korväggen. Torn och kor var små rum, cirka 8,5 kvadratmeter vardera. 
Gravar påträffades såväl utanför som inuti kyrkan. Två gravar fanns i långhuset, den ena med ett mansskelett och den andra var en barngrav. I tornet fanns också två gravar. Den ena med ett kvinnoskelett och den andra graven var tom. Av gravkonturen att döma hade den graven öppnats och kistan blivit flyttad. Vem som legat i den tomma graven går ej att fastställa, men spekulationer har föremommit att det skulle ha varit Kumla kyrkas skyddshelgon Torkel (Tyrgils). Han skulle på 1400-talet ha flyttats till Kumla kyrka då ett särskilt altare invigts åt honom. 
I koret hittades ett mynt från 1100-talets senare del, ett s.k. brakteat. I en barngrav hittades ett Charonsmynt, ett brakteat från 1200-talet mitt. Gravtätheten söder om kyrkan visar att den utnyttjats under en längre tid. 
Gravarna i tornet tyder på att det ursprungligen varit en kyrka av privat karaktär men under senmedeltiden kommit att tillhöra Kumla sockenkyrka och då kallats kapell helgat åt Sankt Erik. 
Efter reformationen har kyrkobyggnaden stått öde och fått förfalla. Slutligen har den rivits ned av byborna under 1700-talet. Materialet har använts till andra byggnationer och kalk bränts av kalkstenen. 
Grunden av kyrkan är markerad i marken framför den tidigare skolbyggnaden.